# Kaprice
Kaprice, også capriccio, er et musikstykke holdt i en temmelig fri form og med en livlig karakter. En typisk kaprice er ofte hurtig, intens og ofte virtuos.
En række forskellige stykker har fået betegnelsen: I barokken var det ofte tale om korte klaviaturstykker, for eksempel af Girolamo Frescobaldi, og J.S. Bach afsluttede Partita i c-mol BWV 826 med en capriccio som trods titlen er et stykke med tæt kontrapunktik hvor Bach systematisk udforsker det livlige, næsten humoristiske tema. 
Andre kendte kapricer:
- Capriccio sopra la lontananza de il fratro dilettissimo ("Kaprice over den kære brors afrejse") (BWV 992, ca. 1705) af Johann Sebastian Bach
- Rondo alla ingharese quasi un capriccio (ca. 1795/98) af Ludwig van Beethoven
- 42 Etuden und Capricen for violinsolo (1796) af Rodolphe Kreutzer
- 24 Capricci for fiolin soli (1820) af Niccolò Paganini
- Capriccio Italien (1879/80) af Pjotr Tjajkovskij
- Capriccio espagnol (1887) af Nikolaj Rimskij-Korsakov
- Zelda (1923) af Percy Code
- 36 virtuose kapricer for guitarsolo af Luigi Legnani

Richard Strauss skrev operaen Capriccio (uropført 28. oktober 1942 i München). 